# John Crafoord
John Crafoord (* 28. Dezember 2000 in Göteborg) ist ein schwedischer Eiskunstläufer, der mit seiner Zwillingsschwester Greta Crafoord im Paarlauf antritt. Sie sind das erste schwedische Sportpaar seit vier Jahren, das bei den Schwedischen Meisterschaften antrat, und das erste schwedische Sportpaar im internationalen Wettbewerb seit Jahrzehnten.

## Sportliche Karriere

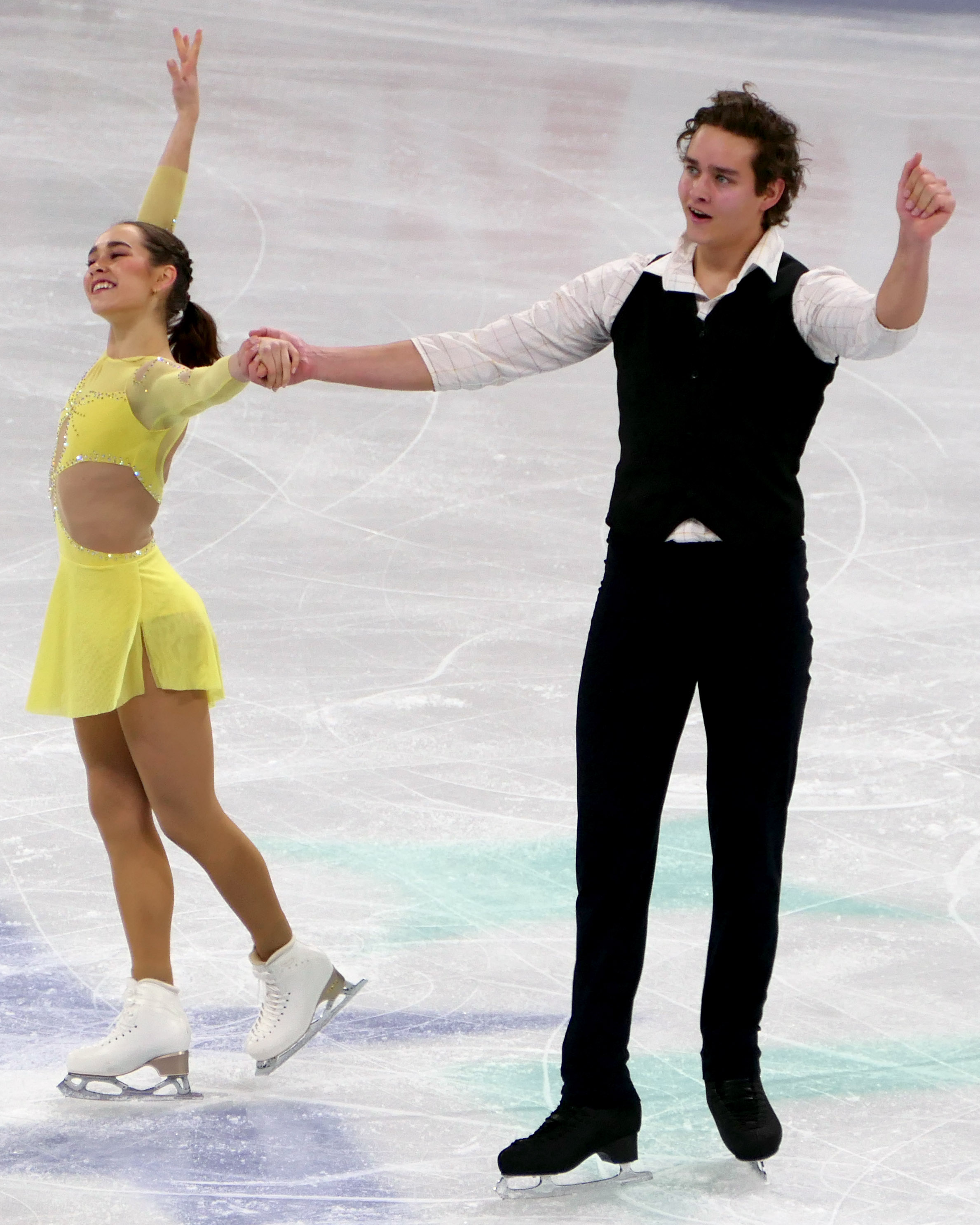
Greta und John Crafoord bei den Eiskunstlauf-Weltmeisterschaften 2024

John Crafoord und seine Zwillingsschwester Greta lernten mit drei Jahren Eislaufen. Mit acht Jahren nahmen sie zum ersten Mal an einem Eiskunstlauf-Wettbewerb teil. 2009 zog ihre Familie in die USA. Greta und John Crafoord trainierten in dieser Zeit in Colorado Springs und in Kalifornien. Bis 2017 traten sie in Wettbewerben in den USA an, bevor sie nach Deutschland zogen, um bei Aljona Savchenko in Oberstdorf zu trainieren. Als Savchenko 2022 nach Heerenveen in den Niederlanden wechselte, zogen Greta und John Crafoord mit ihr dorthin. Aljona Savchenko war zu dieser Zeit auch ihre Choreografin.
Im Oktober 2021 zog sich Greta Crafoord beim Training so schwere Verletzungen zu, dass sie nach mehreren Operationen das Laufen neu erlernen musste. So konnten das Paar über ein Jahr lang nicht antreten.
Zur Saison 2022/23 stiegen Greta und John Crafoord wieder in den Wettbewerb ein. Sie erhielten zwei Einladungen in die Grand-Prix-Serie und belegten bei beiden den 8. Platz. Bei den Schwedischen Meisterschaften 2023 erhielten sie als das einzige teilnehmende Paar den Meistertitel. Sie vertraten Schweden bei den Europameisterschaften 2023.
Zu ihrem Kurzprogramm zu Fix You von Coldplay inspirierte sie das Geschwister- und Eistanzpaar Maia und Alex Shibutani, die mit ihrer Kür zu diesem Lied in der Saison 20 zahlreiche Medaillen gewannen. Ihre Kür liefen sie zu Musik der deutschen Gruppe 2WEI.
2023 wechselten die Geschwister in die Trainingsgruppe von Bruno Massot. Für diese Saison behielten sie ihre Kür in abgewandelter Form bei, aber liefen zu einem neuen Kurzprogramm zu Musik der britischen Swing-Band The Jive Aces. Bei den Europameisterschaften 2024 wurden sie 17.

## Ergebnisse
| Meisterschaft/Saison                | 17/18 | 18/19 | 19/20 | 20/21 | 21/22 | 22/23 | 23/24 |
| ----------------------------------- | ----- | ----- | ----- | ----- | ----- | ----- | ----- |
| Europameisterschaften               |       |       |       |       |       | 13.   | 17.   |
| Schwedische Meisterschaften         |       |       |       |       |       | 1.    | 1.    |
| Grand-Prix-Serie/Saison             | 17/18 | 18/19 | 19/20 | 20/21 | 21/22 | 22/23 | 23/24 |
| Grand Prix Espoo                    |       |       |       |       |       | 8.    |       |
| Skate America                       |       |       |       |       |       | 8.    |       |
| Challenger-Serie/Saison             | 17/18 | 18/19 | 19/20 | 20/21 | 21/22 | 22/23 | 23/24 |
| Golden Spin of Zagreb               |       |       |       |       |       | 12.   | 5.    |
| Nebelhorn Trophy                    |       |       |       |       | 14.   |       | 12.   |
| Warsaw Cup                          |       |       |       |       |       |       | 5.    |
| Juniorenwettbewerb/Saison           | 17/18 | 18/19 | 19/20 | 20/21 | 21/22 | 22/23 | 23/24 |
| Junior Worlds                       |       |       | 15.   |       |       |       |       |
| Junior Grand Prix Lettland          | 12.   |       |       |       |       |       |       |
| Junior Grand Prix Polen             | 16.   |       |       |       |       |       |       |
| Schwedische Juniorenmeisterschaften | 1.    |       | 1.    |       |       |       |       |
| Z = Teilnahme zurückgezogen         |       |       |       |       |       |       |       |